# Șimișna (gmina)
Șimișna – gmina w Rumunii, w okręgu Sălaj. Obejmuje miejscowości Hășmaș i Șimișna. W 2011 roku liczyła 1103 mieszkańców.